# Zephyranthes sprekeliopsis
Il giglio di San Giacomo (Zephyranthes sprekeliopsis (Christenh. & Byng) Nic.García & Meerow, 2020) è una pianta bulbosa della famiglia delle Amaryllidaceae.

## Descrizione
Le foglie sono verdi, lunghe da 17 a 26 cm e larghe da 4 a 9 mm. I fiori sono costituiti da tepali esterni che sono lunghi 95 mm e larghi 11 mm, mentre i tepali interni sono lunghi 105 mm e larghi 6 mm.

## Distribuzione e habitat
La specie è originaria degli stati di Guerrero, Oaxaca, Colima e Puebla situati nel sud del Messico.